# کاروانسرای کوزه گران
کاروانسرای کوزه گران کرمان مربوط به اواخر دوره قاجار است و در بازارمیدان قلعه واقع شده و این اثر در تاریخ ۲۵ اردیبهشت ۱۳۸۰ با شمارهٔ ثبت ۳۸۶۲ به‌عنوان یکی از آثار ملی ایران به ثبت رسیده است.
این کاروانسرا با ۱۰ حجره در بازار میدان قلعه قرار دارد و از آنجا که لحاف دوزهای این بازار از کاروانسرای مذکور برای دوخت لحاف استفاده می‌کنند به کاروانسرای لحاف دوزها مشهور شده است. این کاروانسرا از جمله کاروانسراهایی است که در دل بازار کرمان قرار گرفته مثل خیلی از کاروانسرای عصر قاجاریه دارای دو درب بزرگ بوده است که احتمالا یکی از درب‌ها مربوط به ورود کالا و خدمات به کاروانسرا بوده و به کوچه‌ای که به میدان اصلی بازار یعنی میدان قلعه منتهی می‌شود و درب دوم که به بازار متصل است جهت تردد به بازار طراحی شده است. در وسط این کاروانسرا حوضی قرار داشته که کاروانی‌ها جهت رفع خستگی دست و روی خود را می‌شستند.